# Precis archesia
Precis archesia es una especie de mariposa de la familia Nymphalidae, nativa del África subsahariana.

## Descripción
Tiene una envergadura de 45–50 mm en el caso de los machos y 50–60 mm en las hembras. El período de vuelo es durante todo el año con dos crías principales de septiembre a marzo y de abril a agosto.

## Subespecies
- P. a. archesia — Kenia, Tanzania, sur de la República Democrática del Congo, Angola, Zambia hasta Zimbabue, Botsuana, Esuatini, Sudáfrica: provincia de Limpopo, Mpumalanga, provincia del Noroeste, Gauteng, KwaZulu-Natal, provincia del Cabo Oriental, provincia del Cabo Occidental al sureste
- P. a. ugandensis (McLeod, 1980) - Sudán, Uganda

## Dieta
Las plantas alimenticias de las larvas incluyen Plectranthus esculentus, Plectranthus fruticosus, Rabdosiella calycina, Pycnostachys reticulata y Pycnostachys urticifolia.

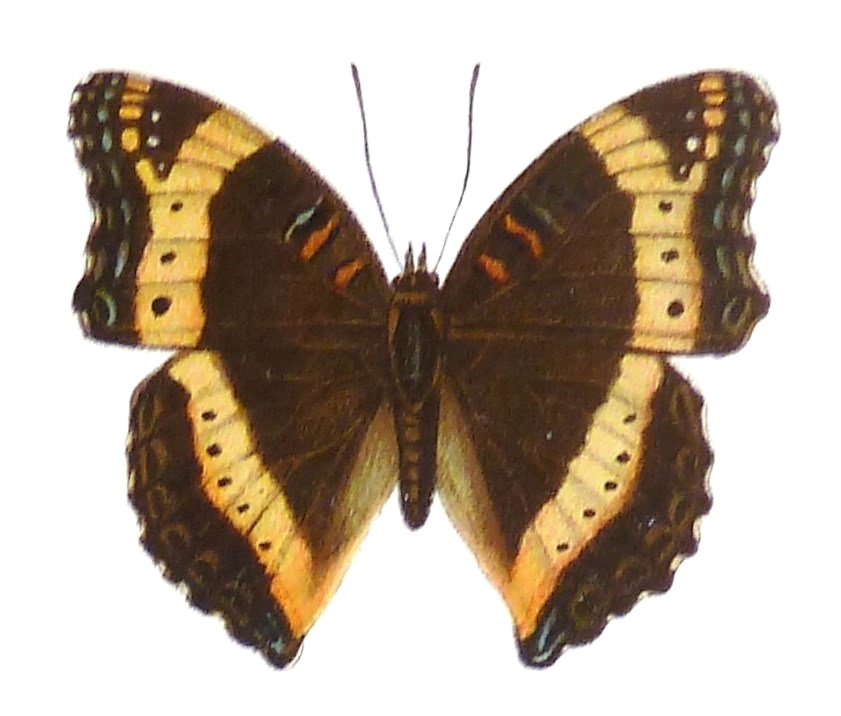
Precis archesia f. pelasgis, ilustrado en Seitz (1910)
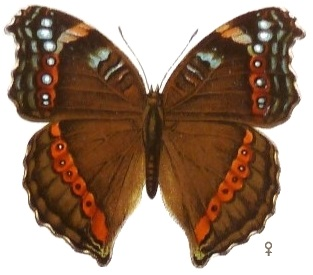
P. archesia f. archesia hembra (alas más redondeadas que el macho) en Seitz (1910)
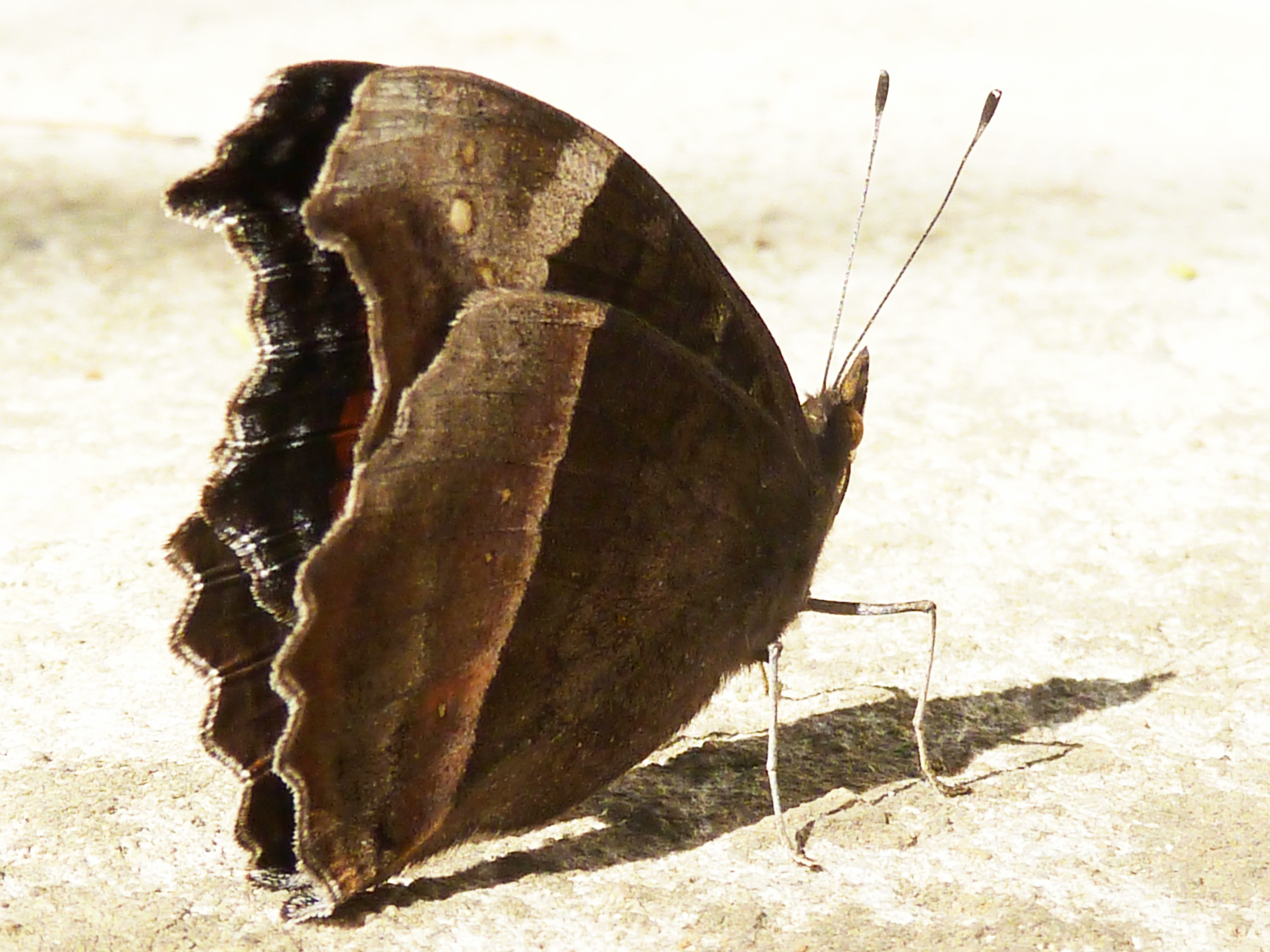
Parte inferior de las alas, f. archesia